# Isländische Badmintonmeisterschaft 1979
Die Isländische Badmintonmeisterschaft 1979 fand vom 7. bis zum 8. April 1979 in der Laugardalshöll in Reykjavík statt. Es war die 31. Auflage der nationalen Titelkämpfe von Island im Badminton.

## Finalresultate
| Disziplin    | Sieger                                                | Finalist                                    | Ergebnis          |
| ------------ | ----------------------------------------------------- | ------------------------------------------- | ----------------- |
| Herreneinzel | Jóhann Kjartansson                                    | Sigfús Ægir Árnason                         | 15-9, 15-4        |
| Dameneinzel  | Kristín Magnúsdóttir                                  | Lovísa Sigurðardóttir                       | 11-1, 9-12, 11-7  |
| Herrendoppel | Sigurður Kolbeinsson Sigfús Ægir Árnason              | Jóhann Kjartansson Sigurður Haraldsson      | 17-15, 15-13      |
| Damendoppel  | Kristín Magnúsdóttir Kristín Berglind Kristjánsdóttir | Hanna Lára Palsdóttir Lovísa Sigurðardóttir | 16-17, 15-8, 15-2 |
| Mixed        | Jóhann Kjartansson Kristín Berglind Kristjánsdóttir   | Haraldur Kornelíusson Lovísa Sigurðardóttir | 15-10, 15-5       |